# 라슬로 3세

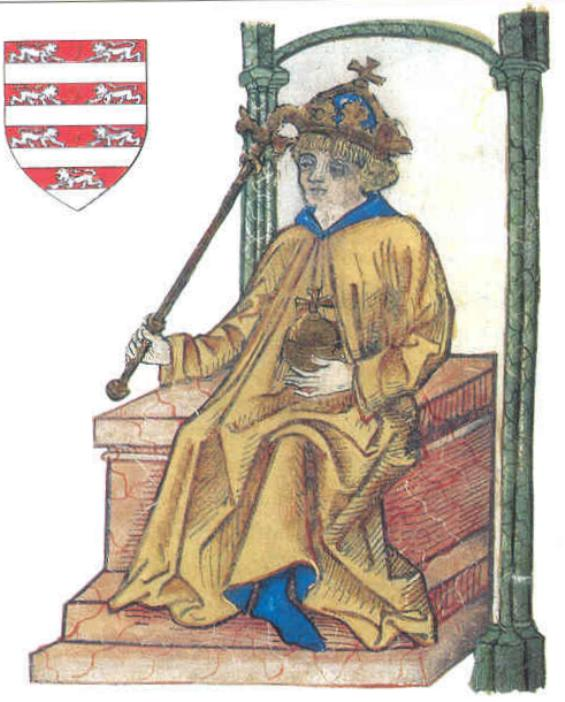
1488년에 출간된 《헝가리 연대기》에 묘사된 라슬로 3세

라슬로 3세(헝가리어: III. László, 슬로바키아어: Ladislav III. 라디슬라프 3세, 크로아티아어: Ladislav III. 라디슬라브 3세, 1200년경 ~ 1205년 5월 7일)는 헝가리와 크로아티아의 국왕(재위: 1204년 ~ 1205년)이다. 아르파드 왕조 출신이다.
임레의 아들로 태어났으며 1204년 임레의 뒤를 이어 왕위에 올랐다. 교황 인노첸시오 3세는 라슬로 3세의 섭정이었던 언드라시(언드라시 2세)에게 보낸 서한에서 라슬로의 왕권을 침해하지 말 것을 당부했지만 언드라시는 이를 무시하고 임레와 라슬로의 재산을 몰수했다. 라슬로 3세는 어머니 아라곤의 곤스탄자와 함께 오스트리아 빈으로 도망쳤지만 1205년 5월 7일에 사망했다. 그의 시신은 세케슈페헤르바르에 매장되었다.

## 같이 보기
- 하인리히 7세 - 라슬로의 이부동생
- 알리폰소 2세(아라곤 왕국의 국왕) - 라슬로의 외조부

| 전임 임레 | 헝가리와 크로아티아의 국왕 1204년 ~ 1205년 | 후임 언드라시 2세 |